# De boterhamshow
De boterhamshow is een Nederlands kinderprogramma dat wordt uitgezonden door NPO Zappelin. Het is een komische poppenshow in de vorm van een talkshow met educatieve elementen voor de doelgroep vanaf 6 jaar. De eerste uitzending vond plaats op 20 november 2017. Het werd doordeweeks iedere dag uitgezonden. Het laatste seizoen begon op 29 november 2022. Vanaf 1 december 2019 waren er ook uitzendingen op zondag, onder de titel WieKent De Boterhamshow, waarin een quiz werd gespeeld over de aflevering van de afgelopen week.

## Inhoud
Presentator Opper de Pop (gebaseerd op Matthijs van Nieuwkerk) interviewt gasten en ontvangt sidekicks. Berny is opnameleider met een Engels accent (gebaseerd op Tommy Byrne, opnameleider van DWDD), die de jeugdige kijker af en toe Engelse woordjes leert. Aan het begin van het programma legt hij het wachtende publiek uit na welk teken zij naar binnen mogen. Als hij dit demonstreert denkt het publiek ten onrechte dat het naar binnen mag en volgt een chaotische binnenkomst. Sidekick Kik presenteert het ontbijtnieuws en kondigt de zorgeloze verkeersdeskundige Wil van de Stoep aan, wiens reportages steevast mislukken. Nico de Neushoorn (een verwijzing naar DWDD-huisdichter Nico Dijkshoorn) draagt gedichten voor van schijnbaar grote diepgang. Pi R. Kwadraat onthult het geheime cijfer van de dag. Peter Allesweter claimt dat hij alles weet maar als Opper de Pop hem vraagt welke dag het is, geeft hij driemaal een verkeerd antwoord, waarna hij door een kanon wordt gelanceerd.

## Opnames
Het programma is opgenomen op een verhoogde set, waardoor poppenspelers zich vrijer kunnen bewegen dan wanneer ze zich onder tafels moeten verstoppen. Ook wordt er gebruikgemaakt van een camerakraan, wat ongebruikelijk is voor een poppenprogramma.

## Medewerkers

### Stemacteurs
- Georgina Verbaan: Kick
- Roué Verveer: Pi R. Kwadraat
- Martine Sandifort: receptionist
- Annick Boer: grimeur
- Tygo Gernandt: Peter Allesweter
- Joep Onderdelinden: Wil van der Stoep
- Louis van Beek: Nico de Neushoorn

### Poppenspelers
- Marlyn Coetsier
- Mark Haayema[4]
- Mieke van der Hulst
- Jogchem Jalink
- Eric-Jan Lens
- Tim Velraeds

### Schrijvers
- Niels van der Laan
- Pieter Derks
- Merijn Scholten
- Thomas Gast
- Ronald Snijders
- Peter van Rooijen

### Decorontwerp
- David Grifhorst